# Chrusty (powiat aleksandrowski)
Chrusty – kolonia w Polsce położona w województwie kujawsko-pomorskim, w powiecie aleksandrowskim, w gminie Aleksandrów Kujawski.

## Podział administracyjny
W latach 1975–1998 miejscowość należała administracyjnie do województwa włocławskiego.

## Współczesność
W latach 90. ΧΧ wieku dokonano melioracji terenu. 17 lipca 2001 w okolicy wsi przeszło tornado, które spowodowało szkody w gospodarstwach rolnych.

## Religia
Wierni kościoła rzymskokatolickiego należą do parafii Służewo.